# Anne tóc đỏ dưới chái nhà xanh (phim 1979)
Anne tóc đỏ dưới chái nhà xanh (Nhật: 赤毛のアン Hepburn: Akage no An, 'Red-haired Anne') là một phim truyền hình hoạt hình của Nhật Bản và là phần thứ năm trong World Masterpiece Theater của Nippon Animation (đã được biết đến với nhiều cái tên khác nhau). Được chuyển thể từ tiểu thuyết cùng tên năm 1908 của Lucy Maud Montgomery. Được sản xuất bởi Nippon Animation vào năm 1979, phim được phát sóng lần đầu tiên trên Fuji TV từ ngày 7 tháng 1 năm 1979 đến ngày 30 tháng 12 năm 1979. Tổng cộng có 50 tập đã được sản xuất. Sáu tập đầu tiên sau đó đã được biên tập thành phim tổng hợp phát hành năm 2010.
Cũng như tiểu thuyết, phiên bản hoạt hình của Anne vẫn được yêu thích ở Nhật Bản cho đến ngày nay. "Bộ DVD Tưởng niệm" cho Khu vực 2 được phát hành vào ngày 22 tháng 8 năm 2008, và Blu-Ray của bộ phim được phát hành tại Nhật Bản vào ngày 26 tháng 3 năm 2014. Loạt phim đóng vai trò là phần tiền truyện có tên là Kon'nichiwa Anne: Before Green Gables, được công chiếu vào ngày 5 tháng 4 năm 2009 tại Nhật Bản.

## Cốt truyện
Anne Shirley là một cô gái lớn lên trong trại trẻ mồ côi. Anne vô tình được gửi đến gặp cô Marilla Cuthbert và ông Matt Cuthbert, người ban đầu đã yêu cầu có một cậu bé.  Lúc đầu bà Marilla rất ngạc nhiên. Sau khi bà Marilla biết được quá khứ đau buồn của Anne, Anne dần trở thành thành viên không thể thay thế của gia đình Cuthbert.

## Tóm tắt
Bộ phim được đạo diễn bởi Isao Takahata.  Anh chọn giữ phiên bản này rất đúng với tài liệu gốc, mặc dù hai tác phẩm trước đó của anh  (Heidi, Girl of the Alps và 3000 Leagues in Search of Mother) đã được điều chỉnh và thay đổi.
Hayao Miyazaki thực hiện dựng cảnh và bố cục. Trước đây, anh đã từng làm phim 3000 Leagues in Search of Mother, mặc dù anh đã rời khỏi công việc sản xuất và rời Nippon Animation sau 15 tập đầu tiên. Miyazaki nhận thấy sự khác biệt trong triết lý hoạt hình của Takahata. Vào thời điểm đó, Takahata mắc kẹt với lối diễn xuất có kiểm soát và thực tế, tương tự như tác phẩm trước đây của anh.  Miyazaki không có ý định làm công việc khác với Takahata, nhưng cũng không có ý định hoạt động độc lập ở giai đoạn này của sự nghiệp.
Yoshifumi Kondō đã được chọn làm đạo diễn thiết kế nhân vật và hoạt hình thay cho Yoichi Kotabe, người đã ngừng làm việc với Takahata sau 3000 Leagues in Search of Mother của tác phẩm trước. Kondo tiếp tục hợp tác với Takahata trong các phim Grave of the Firefly và Only Yesterday. Giọng nói của Anne được cung cấp bởi Eiko Yamada, người sẽ trở thành nhân vật chính của anime World Masterpiece Theater, tiếp tục lồng tiếng Lavinia trong Princess Sarah và Jo March trong Little Women (phần sau cũng có thiết kế nhân vật của Kondo).
Sáu tập đầu tiên đã được Takahata biên tập thành một bộ phim chiếu rạp dài 100 phút vào năm 1989. Một bản phim điện ảnh đã được lên kế hoạch, nhưng thay vào đó nó được phát hành rất hạn chế ở một số thành phố được chọn trong khoảng thời gian từ tháng 7 đến tháng 8 năm 1990. Một băng VHS của bộ phim cũng đã được phát hành vào năm 1992. Vào ngày 17 tháng 7 năm 2010, phim được công chiếu tại Ghibli Museum với tựa là Anne of Green Gables: Road to Green Gables (赤毛のアン グリーンゲーブルズへの道 Akage no An: Green Gables e no Michi, Red-haired Anne: Road to Green Gables). Cả bản phim điện ảnh và trọn bộ các tập phim gốc đều có sẵn trên Blu-ray.

## Các nhân vật
- Anne Shirley
- Marilla Cuthbert
- Matthew Cuthbert
- Bà Spencer
- Bà Rachel Lynde
- Diana Barry
- Ông Barry
- Bà Barry
- Minnie May Barry
- Gilbert Blythe
- Ông Phillips
- Mục sư và bà Allan
- Josie Pye
- Ruby Gillis
- Jane Andrews
- Josephine Barry

## Các tập phim
| TT. | Tiêu đề | Đạo diễn                           | Biên kịch                          | Ngày phát hành gốc   |
| --- | --- | ---------------------------------- | ---------------------------------- | -------------------- |
| 1 | "Matthew Cuthbert is Surprised" "Mashū Kasubaato Odoroku" (tiếng Nhật: マシュウ・カスバート驚く)                           | Isao Takahata                      | - Isao Takahata - Shigeki Chiba    | 7 tháng 1 năm 1979   |
| Anne Shirley đến một ga xe lửa nông thôn ở Đảo Hoàng tử Edward. Cô gặp Matthew Cuthbert, người đã đến đón cô. Ông bối rối và không biết phải làm gì. Miễn cưỡng, ông quyết định đưa cô đến Chái nhà xanh, trang trại mà ông sở hữu cùng với chị gái Marilla ở làng Avonlea. | |                                    |                                    |                      |
| 2 | "Marilla Cuthbert is Surprised" "Marira Kasubaato Odoroku" (tiếng Nhật: マリラ・カスバート驚く)                            | Isao Takahata                      | - Isao Takahata - Shigeki Chiba    | 14 tháng 1 năm 1979  |
| Matthew đưa Anne Shirley đến Chái nhà xanh, và cô hạnh phúc vô cùng khi nghĩ đến việc có thể sống ở đó. Bà Marilla không mấy hài lòng nhưng vẫn cho phép Anne ở lại qua đêm. | |                                    |                                    |                      |
| 3 | "Morning at Green Gables" "Guriin Geiburuzu no Asa" (tiếng Nhật: グリーン・ゲイブルズの朝)                                 | Isao Takahata                      | - Isao Takahata - Aiko Isomura     | 21 tháng 1 năm 1979  |
| Buổi sáng đầu tiên của Anne tại Chái nhà xanh bị hủy hoại khi biết rằng cô sẽ không ở lại. Matthew bày tỏ mong muốn giữ Anne lại, nhưng Marilla quyết định đưa cô đến gặp bà Spencer và hỏi về sai sót. | |                                    |                                    |                      |
| 4 | "Anne's History" "An Oitachi o Kataru" (tiếng Nhật: アン・生い立ちを語る)                                                  | Isao Takahata                      | Isao Takahata                      | 28 tháng 1 năm 1979  |
| Trên đường đến White Sands, Anne kể cho Marilla nghe về cuộc đời cô cho đến nay. Bà Marilla bắt đầu cảm thấy thương hại Anne, người đã đi từ nhà này sang nhà khác và khao khát tình yêu. | |                                    |                                    |                      |
| 5 | "Marilla Makes up Her Mind" "Marira Kesshinsuru" (tiếng Nhật: マリラ・決心する)                                            | Isao Takahata                      | Seijirō Kōyama                     | 4 tháng 2 năm 1979   |
| Bà Spencer phủ nhận việc biết gia đình Cuthberts yêu cầu con trai thay vì con gái. Khi ở nhà Spencers, một người hàng xóm nghiêm khắc tên là bà Blewett đến thăm và đề nghị nhận Anne. | |                                    |                                    |                      |
| 6 | "Anne of Green Gables" "Guriin Geiburuzu no An" (tiếng Nhật: グリーン・ゲイブルズのアン)                                   | Isao Takahata                      | - Isao Takahata - Aiko Isomura     | 11 tháng 2 năm 1979  |
| Matthew và Marilla quyết định giữ Anne ở Chái nhà xanh. Anne đi dạo nhưng về muộn. Bà Marilla nói với Anne về một người bạn thân nhất có thể dành cho cô. | |                                    |                                    |                      |
| 7 | "Mrs. Rachel Lynde is Properly Horrified" "Reicheru Fujin Osore o Nasu" (tiếng Nhật: レイチェル夫人恐れをなす)             | Isao Takahata                      | Seijirō Kōyama                     | 18 tháng 2 năm 1979  |
| Khi bà Lynde nói ra suy nghĩ của mình một cách thô lỗ về ngoại hình của Anne, Anne cảm thấy bị xúc phạm đến mức nói thẳng với bà. Anne phải học cách xin lỗi vì những gì mình đã làm cho dù bà Lynde đã không đúng. | |                                    |                                    |                      |
| 8 | "Anne's Impressions of Sunday School" "An Nichiyō Gakkō e Iku" (tiếng Nhật: アン・日曜学校へ行く)                          | Isao Takahata                      | - Isao Takahata - Seijirō Kōyama   | 25 tháng 2 năm 1979  |
| Anne thất vọng vì bộ quần áo mới cho Chủ nhật của cô (do Marilla may) quá đơn giản, nên trên đường đến nhà thờ, cô đội chiếc mũ có hoa dại. Sau đó cô nói về những gì cô nghĩ về Trường Chúa nhật. | |                                    |                                    |                      |
| 9 | "A Solemn Vow" "Ogosokana Chikai" (tiếng Nhật: おごそかな誓い)                                                             | Isao Takahata                      | Seijirō Kōyama                     | 4 tháng 3 năm 1979   |
| Anne và Diana gặp nhau và thề sẽ trở thành bạn thân của nhau. | |                                    |                                    |                      |
| 10 | "Anne Plays with a Best Friend" "An Kokoro no Tomoto Asobu" (tiếng Nhật: アン・心の友と遊ぶ)                               | Isao Takahata                      | - Isao Takahata - Seijirō Kōyama   | 11 tháng 3 năm 1979  |
| Anne chơi với một người bạn thân nhất. | |                                    |                                    |                      |
| 11 | "Anne Loses Marilla's Brooch" "Marira Buroochi o Nakusu" (tiếng Nhật: マリラ・ブローチをなくす)                            | Isao Takahata                      | Seijirō Kōyama                     | 18 tháng 3 năm 1979  |
| Chiếc trâm cài của Marilla mà Anne ngưỡng mộ bị mất tích, và Anne, người phủ nhận liên quan đến nó, bị trừng phạt và cấm túc cho đến khi cô thú nhận. | |                                    |                                    |                      |
| 12 | "Anne's Confession" "An Kokuhakusuru" (tiếng Nhật: アン・告白する)                                                         | Isao Takahata                      | - Isao Takahata - Seijirō Kōyama   | 25 tháng 3 năm 1979  |
| Bà Marilla vẫn cho rằng Anne không nói sự thật với bà nên không cho cô tham gia buổi dã ngoại như một hình phạt và bị buộc tội giấu chiếc trâm cài của mình. Vì vậy, cuối cùng cô đã đưa ra lời thú nhận để chấm dứt hình phạt của mình. | |                                    |                                    |                      |
| 13 | "Anne Goes to School" "An Gakkō e Iku" (tiếng Nhật: アン・学校へ行く)                                                      | Isao Takahata                      | - Isao Takahata - Seijirō Kōyama   | 1 tháng 4 năm 1979   |
| Anne có ngày đầu tiên đến trường, và mặc dù không thích giáo viên nhưng cô vẫn rất vui vẻ. | |                                    |                                    |                      |
| 14 | "A Tempest in Class" "Kyōshitsu Sōdō" (tiếng Nhật: 教室騒動)                                                               | Isao Takahata                      | Kaizō Kamiyama                     | 8 tháng 4 năm 1979   |
| Gilbert Blythe, kẻ thích tán tỉnh và táo bạo trở lại thị trấn. Nhưng anh đã đi quá xa khi gọi đùa Anne là "Cà rốt", và cô đáp lại bằng cách đập tấm bảng của mình lên đầu anh ta. Khi ông Phillips bắt hai người ngồi cạnh nhau, Anne đành xin thôi học. | |                                    |                                    |                      |
| 15 | "Fall is Coming" "Aki no Otozure" (tiếng Nhật: 秋の訪れ)                                                                   | Isao Takahata                      | Seijirō Kōyama                     | 15 tháng 4 năm 1979  |
| Bà Marilla dạy Anne cách làm bánh và Anne xung đột với Gilbert Blythe. | |                                    |                                    |                      |
| 16 | "Diana is Invited to Tea" "Daiana o Ocha ni Maneku" (tiếng Nhật: ダイアナをお茶に招く)                                     | Isao Takahata                      | Takekuni Takano                    | 22 tháng 4 năm 1979  |
| Anne và Diana tổ chức một bữa tiệc trà, nhưng Diana bắt đầu hành động kỳ lạ sau khi uống vài ly nước ép quả mâm xôi. | |                                    |                                    |                      |
| 17 | "Anne Returns to School" "An Gakkō e Modoru" (tiếng Nhật: アン・学校へもどる)                                              | Isao Takahata                      | - Isao Takahata - Seijirō Kōyama   | 6 tháng 5 năm 1979   |
| Sau khi Diana bị cấm chơi với Anne, Anne quyết định quay lại trường học. | |                                    |                                    |                      |
| 18 | "Anne Rescues Minnie May" "An Minii Mei o Sukū" (tiếng Nhật: アン、ミニイ・メイを救う)                                     | Isao Takahata                      | - Isao Takahata - Seijirō Kōyama   | 13 tháng 5 năm 1979  |
| Minnie May lâm bệnh nặng khi cô và Diana đang trông trẻ, và Anne là người duy nhất có thể biết phải làm gì. | |                                    |                                    |                      |
| 19 | "Diana's Birthday" "Daiana no Tanjōbi" (tiếng Nhật: ダイアナの誕生日)                                                      | Isao Takahata                      | Takekuni Takano                    | 20 tháng 5 năm 1979  |
| Anne đã được mời đi xem hòa nhạc và ngủ lại nhân dịp sinh nhật của Diana. Nhưng mọi chuyện trở nên không ổn với Diana khi các cô gái trở nên quá huyên náo trong buổi ngủ qua đêm. | |                                    |                                    |                      |
| 20 | "Spring Once Again" "Futatabi Haru ga kite" (tiếng Nhật: 再び春が来て)                                                     | Isao Takahata                      | - Isao Takahata - Takekuni Takano  | 27 tháng 5 năm 1979  |
| Anne tận hưởng không khí mùa xuân và đảm nhận công việc nhà khi bà Marilla bị đau đầu. | |                                    |                                    |                      |
| 21 | "The New Minister's Wife" "Atarashii Bokushi Fusai" (tiếng Nhật: 新しい牧師夫妻)                                           | Isao Takahata                      | Shigeki Chiba                      | 3 tháng 6 năm 1979   |
| Ông Phillips rời trường và Anne gặp vợ chồng bộ trưởng mới. | |                                    |                                    |                      |
| 22 | "The Wrong Ingredient" "Kōryō Chigai" (tiếng Nhật: 香料ちがい)                                                             | - Isao Takahata - Kazuyoshi Yokota | Shigeki Chiba                      | 10 tháng 6 năm 1979  |
| Anne bị cảm lạnh và vì mất vị giác nên đã dùng nhầm nguyên liệu làm bánh cho bà Allen. | |                                    |                                    |                      |
| 23 | "Anne is Invited to Tea" "An Ocha ni Yobareru" (tiếng Nhật: アン・お茶によばれる)                                          | Isao Takahata                      | - Isao Takahata - Shigeki Chiba    | 17 tháng 6 năm 1979  |
| Anne được mời uống trà với vợ chồng bộ trưởng mới. | |                                    |                                    |                      |
| 24 | "An Affair of Honour" "Menboku o Kaketa Daijiken" (tiếng Nhật: 面目をかけた大事件)                                         | Isao Takahata                      | Shigeki Chiba                      | 24 tháng 6 năm 1979  |
| "trò chơi thử thách" đã trở nên phổ biến với các cô gái ở Avonlea, nhưng để bảo vệ niềm kiêu hãnh của mình khỏi Josie Pye, Anne thực hiện một thử thách cực kỳ nguy hiểm: Đi trên mái của nhà Barry. | |                                    |                                    |                      |
| 25 | "A Letter to Diana" "Daiana e no Tegami" (tiếng Nhật: ダイアナへの手紙)                                                    | - Isao Takahata - Kazuyoshi Yokota | - Isao Takahata - Takekuni Takano  | 1 tháng 7 năm 1979   |
| Khi Diana bị ốm ở một thị trấn khác, Anne suy nghĩ lại và nhận ra mình không còn là một người bạn tốt như đáng lẽ phải có. | |                                    |                                    |                      |
| 26 | "The Concert Plan" "Konsaato no Keikaku" (tiếng Nhật: コンサートの計画)                                                    | Isao Takahata                      | - Isao Takahata - Shigeki Chiba    | 8 tháng 7 năm 1979   |
| Anne trở lại trường học. Cô giáo mới thật tuyệt vời và công bằng và dự định tổ chức một buổi hòa nhạc để quyên góp tiền làm một lá cờ của trường. | |                                    |                                    |                      |
| 27 | "Matthew and the Clothes Shop" "Mashū to Fukuranda Neko" (tiếng Nhật: マシュウとふくらんだ袖)                              | Isao Takahata                      | - Isao Takahata - Takekuni Takano  | 15 tháng 7 năm 1979  |
| Matthew không giống như Marilla, không thấy có vấn đề gì khi Anne mặc một chiếc váy đẹp với tay áo phồng như những cô gái khác. Ông định mua một chiếc cho cô vào dịp Giáng sinh, nhưng kế hoạch có thiện chí của ông đã thất bại khi nhân viên bán hàng tại cửa hàng là nữ. | |                                    |                                    |                      |
| 28 | "The Christmas Concert" "Kurisumasu no Konsaato" (tiếng Nhật: クリスマスのコンサート)                                      | Isao Takahata                      | - Isao Takahata - Takekuni Takano  | 22 tháng 7 năm 1979  |
| Anne nhận được quà Giáng sinh và đêm trước buổi hòa nhạc đã đến. | |                                    |                                    |                      |
| 29 | "Anne Starts the Story-telling Club" "An Monogatari-Kurabu o Tsukuru" (tiếng Nhật: アン・物語クラブを作る)                 | - Isao Takahata - Kazuyoshi Yokota | - Isao Takahata - Kazuyoshi Yokota | 29 tháng 7 năm 1979  |
| Anne cảm thấy khó quay trở lại cuộc sống trần tục sau buổi hòa nhạc, vì vậy cô thành lập câu lạc bộ viết văn sáng tạo. | |                                    |                                    |                      |
| 30 | "Vanity and Heartache" "Kyoei to Shintsū" (tiếng Nhật: 虚栄と心痛)                                                         | Isao Takahata                      | - Isao Takahata - Takekuni Takano  | 5 tháng 8 năm 1979   |
| Anne mua thuốc nhuộm tóc đen từ một người bán hàng rong nhưng cô không có được mái tóc đen tuyền như mong đợi. | |                                    |                                    |                      |
| 31 | "An Unfortunate Lily Maid" "Fūn na Shirayurihime" (tiếng Nhật: 不運な白百合姫)                                             | Isao Takahata                      | - Isao Takahata - Yoshihisa Araki  | 12 tháng 8 năm 1979  |
| Anne và những người bạn của cô đóng vai Phu nhân Shalott, nhưng Anne sớm gặp rắc rối. Sau khi bạn bè chạy đi tìm bố mẹ Diana, ai sẽ đến giải cứu cô? | |                                    |                                    |                      |
| 32 | "An Epoch in Anne's Life" "Shoogai no Ichidaiji" (tiếng Nhật: 生涯の一大事)                                                | Isao Takahata                      | - Isao Takahata - Shigeki Chiba    | 19 tháng 8 năm 1979  |
| Anne và Diana được dì Josephine mời đến Charlottetown. Anne nhận ra rằng mặc dù cuộc sống ở thành phố và những thứ xa hoa thỉnh thoảng rất thú vị nhưng cô lại thích cuộc sống ở nông thôn hơn và để mọi thứ cho trí tưởng tượng. | |                                    |                                    |                      |
| 33 | "An Invitation to Queen's Class" "Kuiin-Gumi no Yobikake" (tiếng Nhật: クィーン組の呼びかけ)                               | - Isao Takahata - Kazuyoshi Yokota | - Isao Takahata - Shigeki Chiba    | 26 tháng 8 năm 1979  |
| Anne và Diana tranh cãi về tương lai, chủ yếu là về hôn nhân. Anne đang tìm kiếm sự an ủi của Matthew, ăn vài quả táo trong thùng, Jerry cho rằng những quả táo đã bị đầu độc, một trò đùa tồi tệ của anh. Sau đó, Anne nghe tin Lớp Queen bắt đầu chuẩn bị cho kỳ thi tuyển sinh. Với sự chấp thuận của Matthew và Marilla, Anne đặt mục tiêu hướng tới tương lai nơi cô mơ ước trở thành giáo viên. | |                                    |                                    |                      |
| 34 | "Diana and the Students at Queens" "Daiana to Kuiin-Gumi no Nakama" (tiếng Nhật: ダイアナとクィーン組の仲間)               | Isao Takahata                      | - Isao Takahata - Shigeki Chiba    | 9 tháng 9 năm 1979   |
| Anne biết được điều Diana muốn làm trong tương lai. Sau khi nghe những gì Marilla nói, Anne nhận ra tầm quan trọng của việc nghe ý kiến của người khác và chấp nhận quyết định của Diana khi cả hai cùng tuyên thệ một lần nữa. Ở trường trong giờ học thêm, Anne cảm thấy bị bỏ rơi bởi vòng tròn của Gilbert, và khi một cơn bão tuyết lớn ập đến trường, Anne không thể không nghĩ đến Gilbert vì anh xử lý tình huống tốt và mang đến sự trợ giúp cần thiết để sơ tán mọi người khỏi trường học. | |                                    |                                    |                      |
| 35 | "Longing for the Summer Holidays" "Natsuyasumi mae no Omowaku" (tiếng Nhật: 夏休み前の思わく)                              | Isao Takahata                      | - Isao Takahata - Yoshihisa Araki  | 16 tháng 9 năm 1979  |
| Trong kỳ nghỉ, Anne quyết định dành toàn bộ thời gian nghỉ ngơi để vui chơi vì cô quá mệt mỏi vì học tập. Bản thân Anne không nhận ra điều đó, việc học tập đã ảnh hưởng đến cô. Lý do Matthew và Marilla muốn nhận nuôi một cậu bé đã được tiết lộ. | |                                    |                                    |                      |
| 36 | "The Future of the Story Club" "Monogatari-Kurabu no Yukue" (tiếng Nhật: 物語クラブのゆくえ)                               | - Isao Takahata - Kazuyoshi Yokota | - Isao Takahata - Takekuni Takano  | 23 tháng 9 năm 1979  |
| Sau khi đến thăm Idlewild một lần nữa và nhìn thấy tình trạng hiện tại của nó, Anne và Diana tràn ngập những kỷ niệm buồn vui lẫn lộn. Xuyên suốt tập phim, Anne không thể không nhận ra mọi thứ đã bắt đầu thay đổi như thế nào khi cô già đi từ Câu lạc bộ Kể truyện đến bà Marilla đeo kính, nhiều thứ đã thay đổi. | |                                    |                                    |                      |
| 37 | "A 15-Year-Old's Spring" "15sai no Haru" (tiếng Nhật: 十五歳の春)                                                          | Isao Takahata                      | - Kōzō Kusuba - Takekuni Takano    | 30 tháng 9 năm 1979  |
| Bà Marilla không ngừng nghĩ lại thời xưa khi Anne nói chuyện. Với sự xuất hiện của ga xe lửa mới ở Carmody, dì Josephine đến thăm Chái nhà xanh và đề nghị để Anne ở lại với bà khi cô ở Charlottetown. | |                                    |                                    |                      |
| 38 | "My Number is 13" "Jukenbangō wa 13ban" (tiếng Nhật: 受験番号は13番)                                                       | Isao Takahata                      | - Isao Takahata - Shigeki Chiba    | 7 tháng 10 năm 1979  |
| It's time to attend the Entrance exams in Charlottetown, and all the Avonlea students are anxious to pass. But Anne feels a twinge of worry when she finds out her number is thirteen. | |                                    |                                    |                      |
| 39 | "The Results" "Goukakuhappyou" (tiếng Nhật: 合格発表)                                                                      | Isao Takahata                      | - Isao Takahata - Shigeki Chiba    | 14 tháng 10 năm 1979 |
| Anne, Jane, Gilbert và mọi người đang hồi hộp chờ đợi kết quả kỳ thi. Thấy Anne căng thẳng như thế nào, bà Marilla để cô giúp Matthew, điều này giúp cô cảm thấy thoải mái. Kết quả đến, Diana chạy lên đồi tới Chái nhà xanh. | |                                    |                                    |                      |
| 40 | "The Concert Hotel" "Hoteru no Konsaato" (tiếng Nhật: ホテルのコンサート)                                                  | - Isao Takahata - Kazuyoshi Yokota | - Isao Takahata - Yoshihisa Araki  | 21 tháng 10 năm 1979 |
| Anne được mời diễn thơ tại một buổi hòa nhạc để giúp kiếm tiền cung cấp cho một bệnh viện ở Charlottetown. | |                                    |                                    |                      |
| 41 | "Off to Queen's College" "KuiinGakuin eno Tabidachi" (tiếng Nhật: クィーン学院への旅立ち)                                  | - Isao Takahata - Kōzō Kusuba      | - Isao Takahata - Yoshihisa Araki  | 28 tháng 10 năm 1979 |
| Bà Spencer đến Chái nhà xanh với lời đề nghị nhận con nuôi mới của một cặp vợ chồng người Mỹ, nhưng Anne lắng nghe như thể đang nghe một câu chuyện. Bà Marilla quyết định may một chiếc váy cho Anne. Những suy nghĩ tràn ngập ngôi nhà khi khoảnh khắc buồn vui lẫn lộn cuối cùng cũng đến gần khi Anne đến trường Queen. | |                                    |                                    |                      |
| 042 | "Life on a New Campus" "Atarashii Gakuenseikatsu" (tiếng Nhật: 新しい学園生活)                                             | - Isao Takahata - Kenichi Baba     | - Isao Takahata - Yoshihisa Araki  | 4 tháng 11 năm 1979  |
| Một làn sóng buồn bã ập đến Marilla, Matthew và Anne khi họ đối mặt với đêm đầu tiên của cuộc sống mới. Anne ban đầu rất buồn, được Jane, Josie và Ruby đến thăm trong phòng của cô, nơi họ đề cập đến học bổng vào một trường đại học. Ý tưởng này giúp khơi dậy tham vọng của Anne: cô đặt mục tiêu giành được học bổng và lấy bằng Cử nhân Văn học. | |                                    |                                    |                      |
| 43 | "Home for the Weekends" "Shūmatsu no Kyūka" (tiếng Nhật: 週末の休暇)                                                       | - Isao Takahata - Shigeo Koshi     | - Isao Takahata - Seijirō Kōyama   | 11 tháng 11 năm 1979 |
| Anne không thể nói với Marilla và Matthew về kế hoạch nghiên cứu sâu hơn trong tương lai của cô. Tại Chái nhà xanh và khắp khu vực Avonlea, Anne dành khoảng thời gian vui vẻ với hai người họ. | |                                    |                                    |                      |
| 44 | "The Winter at Queen's" "KuiinGakuin no Fuyu" (tiếng Nhật: クィーン学院の冬)                                               | - Isao Takahata - Kazuyoshi Yokota | - Isao Takahata - Seijirō Kōyama   | 18 tháng 11 năm 1979 |
| Nghe được tình trạng của Matthew từ cô Barry, Anne ngay lập tức trở về Chái nhà xanh và đi qua cơn bão tuyết. Sau chuyến thăm ấm áp tại đó, Anne trở lại Queen's với niềm đam mê thậm chí còn mạnh mẽ hơn để thành công theo cách riêng của mình bằng cách cân bằng giữa tình yêu miền quê và việc học của mình. | |                                    |                                    |                      |
| 45 | "The Glory and the Dream" "Eikō to Yume" (tiếng Nhật: 栄光と夢)                                                            | - Isao Takahata - Kōzō Kusuba      | - Shigeki Chiba - Nanako Shiraishi | 25 tháng 11 năm 1979 |
| Anne sợ nhìn thấy kết quả và có lúc tuyệt vọng khi mọi người đang cổ vũ cho Gilbert. Sau đó cô nghe thấy tiếng cổ vũ bắt đầu dành cho mình! Cô bắt đầu khóc, nhưng sau đó tràn ngập niềm hạnh phúc khi giành được học bổng, trong khi Gil giành được huy chương, cả hai đều được trao giải tại lễ tốt nghiệp. Anne háo hức cùng Marilla và Matthew về nhà, nơi Diana đang đợi ở Chái nhà xanh. Diana nói với Anne rằng Gilbert sẽ không vào đại học ngay sau Queen mà thay vào đó sẽ phải làm việc để có đủ tiền trang trải học phí. | |                                    |                                    |                      |
| 46 | "Matthew's Love" "Mashū no Ai" (tiếng Nhật: マシュウの愛)                                                                  | - Isao Takahata - Kenichi Baba     | - Shigeki Chiba - Nanako Shiraishi | 2 tháng 12 năm 1979  |
| Anne bị mắc kẹt giữa một tảng đá và một nơi khó khăn khi nghĩ về tương lai của mình: cô có nên ở lại Chái nhà xanh và giúp đỡ, xem Matthew và Marilla đã bao nhiêu tuổi hay cô nên tiếp tục việc học của mình? Tình trạng của Matthew khiến Anne đặc biệt lo lắng và cô ước mình sinh ra là con trai để có thể giúp đỡ. Tuy nhiên, Matthew đảm bảo với cô rằng ngay cả chục cậu bé cũng không thể so sánh được với Anne, và lần đầu tiên Matthew gọi Anne là con gái của mình. | |                                    |                                    |                      |
| 47 | "The Reaper Whose Name is Death" "Shi to Yobareru Kariirebito" (tiếng Nhật: 死と呼ばれる刈入れ人)                          | - Isao Takahata - Shigeo Koshi     | - Isao Takahata - Yoshihisa Araki  | 9 tháng 12 năm 1979  |
| Tin bất ngờ về việc Ngân hàng Abbey's phá sản là một cú sốc lớn đối với trái tim vốn đã mỏng manh của Matthew, và đã giết chết ông ngay lập tức. Marilla được nhìn thấy đang thực hiện hô hấp nhân tạo ngày nay cho Matthew, nhưng vô ích. Người dân ở Avonlea đến Chái nhà xanh trong than khóc, nhưng Anne là người duy nhất không thể khóc. Hai người quan tâm đến Matthew nhiều nhất luôn tìm kiếm sự an ủi từ nhau, vì không có người nào khác yêu Matthew sâu sắc như họ. Trong khi cùng khóc, bà Marilla nói với Anne rằng bà đã hạnh phúc như thế nào kể từ khi Anne đến Chái nhà xanh và sẽ không thể chịu đựng được nếu cô phải trải qua chuyện này một mình. | |                                    |                                    |                      |
| 48 | "Matthew's Farewell" "Mashū Wagaya o Saru" (tiếng Nhật: マシュウ我が家を去る)                                              | - Isao Takahata - Kazuyoshi Yokota | - Isao Takahata - Yoshihisa Araki  | 16 tháng 12 năm 1979 |
| Tang lễ kết thúc bằng nghi thức chôn cất Matthew. Anne trồng loài hoa yêu thích của Matthew ngay bên cạnh bia mộ của ông. Khi cuộc sống tiếp diễn, Anne cảm thấy tội lỗi vì cô vẫn có thể vui vẻ và cười bất chấp sự ra đi của Matthew, điều này cản trở cô nhưng cô học cách chấp nhận nó. Bà Marilla nói về Gilbert, vẻ ngoài của anh khiến bà nhớ đến cha ông, John, người từng yêu Marilla. Marilla nói với Anne rằng tình huống này giống với tình huống của Anne và Gilbert như thế nào: sau một cuộc cãi vã, bà Marilla đã không thể tha thứ cho John, và điều này đã khiến hai người phải chia tay nhau và John không bao giờ quay lại.                         | |                                    |                                    |                      |
| 49 | "The Bend in the Road" "Magarikado" (tiếng Nhật: 曲り角)                                                                   | - Isao Takahata - Kōzō Kusuba      | - Isao Takahata - Yoshihisa Araki  | 23 tháng 12 năm 1979 |
| Marilla biết được số phận đôi mắt của mình từ bác sĩ chuyên khoa mắt và giờ phải thay đổi hoàn toàn lối sống để giúp giảm bớt căng thẳng cho đôi mắt. Anne, nhìn thấy hoàn cảnh của Marilla, đã thay đổi ước mơ của mình và biến tình thế khó khăn hiện tại thành một điều gì đó dễ chịu. Khi Marilla đề cập đến ý định bán Chái nhà xanh, vì bà không còn khả năng duy trì nó và không thể sống một mình, Anne tận dụng cơ hội này để nói với Marilla rằng cô sẽ không đi học đại học nữa mà thay vào đó sẽ dạy học và ở gần Marilla nhiều nhất có thể. Anne nói không có gì quan trọng hơn việc có thể ở bên cạnh Marilla khi bà cần.                                 | |                                    |                                    |                      |
| 50 | "All is Well on Earth" "Kami wa Ten ni Imashi, Subete Yo wa Koto mo Nashi" (tiếng Nhật: 神は天にいまし すべて世は事もなし) | - Isao Takahata - Kenichi Baba     | - Isao Takahata - Yoshihisa Araki  | 30 tháng 12 năm 1979 |
| Tin tức về việc Anne không còn đi học đại học nữa lan truyền trong khi Anne quen với cuộc sống mới, nơi cô giúp đỡ bà Marilla rất nhiều. Cô Lynde nói với Anne về việc Gilbert rút lui khỏi công việc giảng dạy ở Avonlea (nơi anh đề nghị Anne làm giáo viên) để chuyển sang dạy ở một trường khác. Anne gặp Gilbert trên đường, sau khi trò chuyện và hiểu nhau hơn một chút, cuối cùng họ cũng trở thành bạn bè. Trong những bức thư gửi Stella và cô Stacy, Anne viết "dù con đường có hẹp đến đâu, tôi vẫn có thể thấy hoa nở". | |                                    |                                    |                      |

## Nhạc phim
- Bài hát mở đầu: "Kikoeru Kashira (I wonder if you can hear it)", Akira Miyoshi sáng tác, Ritsuko Ohwada thể hiện
- Bài hát kết thúc: "Samenai Yume", Akira Miyoshi sáng tác, Ritsuko Ohwada thể hiện

## Đón nhận
Bộ phim đã được đón nhận nồng nhiệt khi ra mắt tại Nhật Bản, giúp nâng cao danh tiếng của nguồn tài liệu. Sau đó, đã xuất hiện trong danh sách anime hay nhất được thực hiện bởi các cuộc thăm dò ý kiến khán giả của TV Asahi's và những cuộc thăm dò do các cửa hàng như Animage sản xuất.
Shigeto Mori đã nhận được hai Giải thưởng Quốc tế JASRAC cho tác phẩm của ông trong bộ phim này, lần đầu tiên là vào năm 2003 và sau đó là vào năm 2010.